# Peltostromellina atra
Peltostromellina atra är en svampart som beskrevs av Bat. & A.F. Vital 1959. Peltostromellina atra ingår i släktet Peltostromellina, divisionen sporsäcksvampar och riket svampar.   Inga underarter finns listade i Catalogue of Life.